# Perm'
Perm' (in russo: Пермь; in permiaco Перем, Perem) è una città della Russia europea orientale, capoluogo del territorio di Perm' e, pur essendone amministrativamente separata, del rajon Permskij. Dal nome della città deriva quello del periodo geologico del Permiano, per via di importanti ritrovamenti di fossili avvenuti nelle vicinanze.

## Geografia fisica

### Territorio
La città di Perm' sorge nell'estrema parte orientale della Russia europea, nel pedemonte occidentale degli Urali centrali, sulle sponde del fiume Kama poco a valle della confluenza in esso dell'affluente Čusovaja. Si trova 1 386 chilometri a est-nord-est della capitale russa Mosca.

### Clima
Fonte: WorldClimate.com
- Temperatura media annua: 1,6 °C
- Temperatura media del mese più freddo (gennaio): −14,9 °C
- Temperatura media del mese più caldo (luglio): 18,2 °C
- Precipitazioni medie annue: 574 mm

## Geografia antropica

### Suddivisioni amministrative

I 7 distretti di Perm'

La città di Perm' è suddivisa in 7 distretti urbani (городской район):
- Dzeržinskij
- Industrial'nyj
- Kirovskij
- Leninskij
- Motovilichinskij
- Ordžonikidzevskij
- Sverdlovskij

## Storia

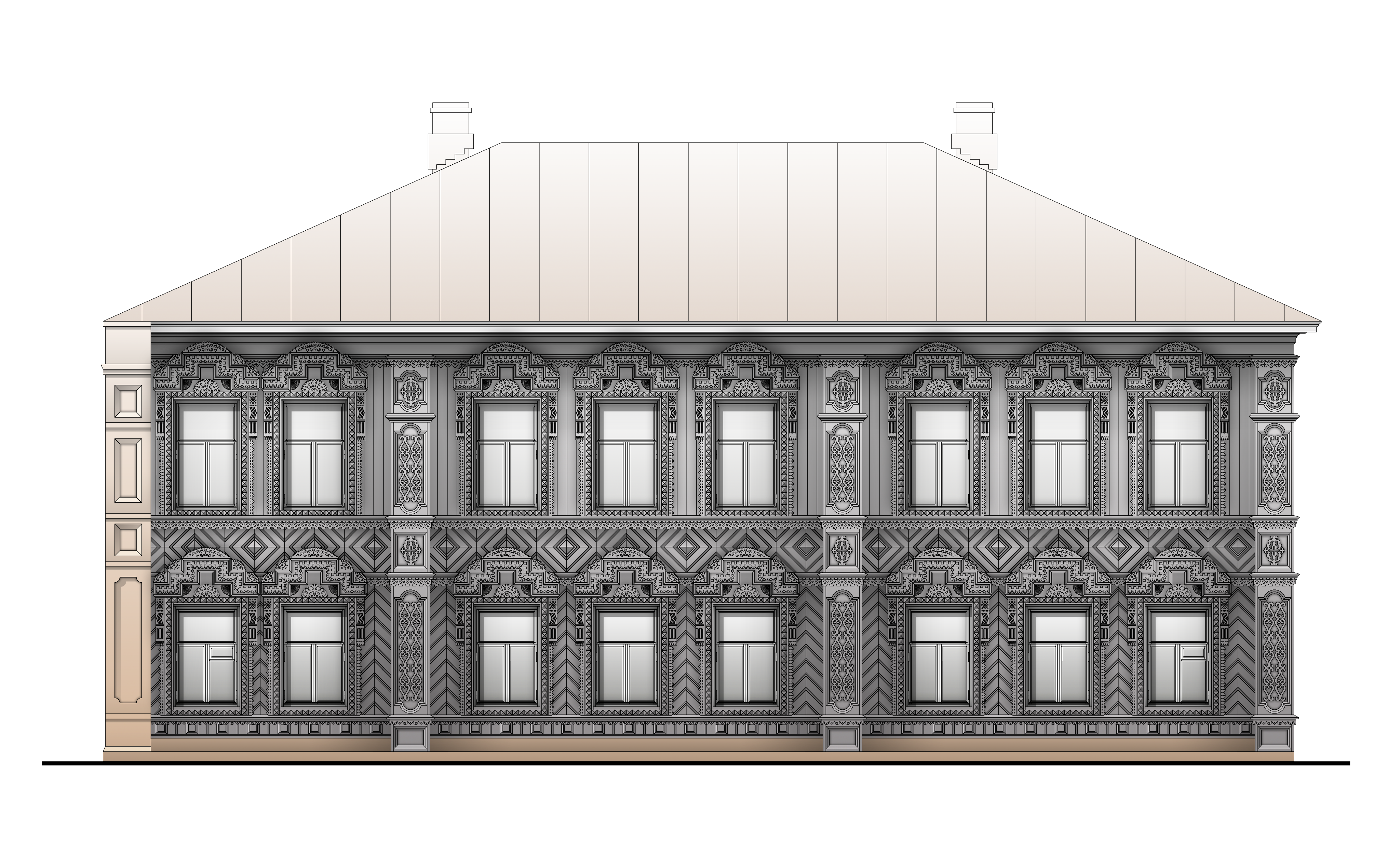
È un tipico esempio di edifici di legno a Perm inizi del XX secolo. Località casa: via Klimenko 14a.

### Prima della fondazione
Durante il primo medioevo, la regione di Perm' era popolata da tribù ugro finniche pagane che vivevano a sud-est della leggendaria Bjarmaland e a nord-est del Volga. Tra il XIII e il XIV secolo, i commercianti di pellicce russi e missionari cristiani prima da Velikij Novgorod e poi da Mosca fondarono i primi insediamenti nell'area. Nel XV secolo, a causa dei grandi ricavi del commercio delle pellicce, la regione fu oggetto di rivalità tra la Repubblica di Novgorod e il Principato di Mosca e nel 1472 Perm' fu annessa alla Moscovia. Fra il tardo XV secolo ed il primo XVI secolo, soldati, mercanti e monaci cristiani furono seguiti dall'amministrazione zarista e da coloni contadini provenienti dalla Russia Occidentale.

### Fondazione della città
La nascita della moderna Perm' è legata allo sviluppo industriale degli Urali, su istanza dello zar Pietro il grande. Vasilij Tatiščev, in quanto capo delle industrie uraliche, fu incaricato dello Zar di fondare Perm' come maggiore centro degli Urali insieme a Ekaterinburg. 
Nel 1720, per ordine di Pietro il grande, Vasilij Tatiščev, tenente comandante di artiglieria, si era infatti recato negli Urali per fondare città industriali dove costruire fabbriche per la fusione del rame e dell'argento, in quanto la zona era ricca di giacimenti di questi metalli. Per Perm, scelse un luogo vicino alla foce del fiume Yegošikha, per permettere l'esportazione dei prodotti attraverso la navigazione fluviale.
Secondo il calendario giuliano, ricevette lo status di città il 15 maggio 1723, status che mantenne fino al 1797, quando ottenne l'amministrazione della Gubernija, di cui fu il capoluogo fino al 1929. Nel XIX secolo Perm' divenne il maggior centro industriale e di commercio con una popolazione di più di 20 000 abitanti (1860) e diverse aziende metallurgiche, cartiere e di produzione di battelli a vapore (una con capitale inglese). Nel 1870 fu aperto il teatro dell'opera, nel 1871 fu aperta la prima fabbrica e raffineria di fosforo, mentre nel 1916 nacque l'Università Statale di Perm' (uno dei più grandi centri d'educazione superiore di tutta la Russia). Durante il periodo della guerra civile, Perm' fu preda ambita da entrambi gli schieramenti, a causa dei grandi depositi di munizioni al suo interno.
Nel 1930 Perm' crebbe come maggior città industriale per quanto riguardava le industrie dell'aviazione, costruzioni navali e chimica. Il processo continuò fino al 1940, anno in cui l'80% degli abitanti della città erano impiegati nel settore secondario. Durante la seconda guerra mondiale Perm' fu uno dei maggiori centri sovietici di costruzione meccanica dedicato alla produzione bellica, dove vennero realizzati, nelle officine Motovilicha, la maggior parte dei sistemi d'artiglieria destinati all'Armata Rossa e, nella GAZ-15 (in russo ГАЗ-15 (Государственный авиационный завод)?, Gosudarstvennyj Aviacionnyj Zavod, stabilimento aeronautico statale), motori aeronautici destinati ai velivoli della Voenno-vozdušnye sily. Dal 1940 fino al 1957 la città fu rinominata Molotov, in onore di Vjačeslav Molotov. Al giorno d'oggi, Perm' è al centro di un grande distretto amministrativo, industriale, scientifico e culturale.

## Monumenti e luoghi di interesse
- Moschea centrale di Perm'

## Istruzione
Perm' è sede di diverse università come l'Università Statale di Perm', il Politecnico Statale di Perm' e l'Accademia Medica.

## Economia
Tra le maggiori industrie di Perm' vi sono quelle di macchinari e quelle operanti nei settori difesa, produzione e raffinazione di petrolio (circa il 3% di tutta l'esportazione russa), chimico e petrolchimico. Perm' è stata sede fin dal periodo dell'Impero zarista di un grande stabilimento industriale per la produzione di cannoni e altri armamenti, le officine Motovilicha, che rimangono ancora uno dei più importanti centri del complesso militare-industriale della Federazione russa.

## Amministrazione

### Gemellaggi
Perm' è gemellata con:
- Agrigento
- Duisburg
- Louisville

## Sport

### Calcio
La squadra principale della città è l'Amkar Perm'.